# Mangalsen
Mangalsen è una città di circa 9.000 abitanti del Nepal occidentale, capoluogo del distretto di Achham.
La città si trova sul versante settentrionale delle Mahabharat Lekh a circa 1.300 m di altitudine. A circa 20 km a nord si trova il parco nazionale di Khaptad.
Nel febbraio del 2002, durante la guerra civile, a Mangalsen ci furono dei sanguinosi scontri fra le forze governative e le truppe maoiste in cui rimasero uccise diverse decine di persone.